# Кози Връх над Дравоградом
Кози Връх над Дравоградом (на словенски: Kozji Vrh nad Dravogradom) е село в Словения, Корошки регион, община Дравоград. Според Националната статистическа служба на Република Словения през 2015 г. селото има 93 жители.